# Зетьово (област Бургас)
 Тази статия е за селото в област Бургас.  За другото българско село с това име вижте Зетьово (област Стара Загора).  За другото бивше село Маджарлар вижте Маджари (село).
Зѐтьово е село в Югоизточна България, община Айтос, област Бургас. До 1934 г. името на селото е Маджарлар.

## Население

### Етнически състав
Преброяване на населението през 2011 г.
Численост и дял на етническите групи според преброяването на населението през 2011 г.:
|                     | Численост |
| Общо                | 219       |
| Българи             | -         |
| Турци               | 216       |
| Цигани              | -         |
| Други               | -         |
| Не се самоопределят | -         |
| Неотговорили        | -         |

## География
Село Зетьово се намира около 6 – 7 km на югозапад от село Руен и 6 km на север-северозапад от общинския център град Айтос. Разположено е в най-източната част на Карнобатската планина, Източна Стара планина. Общински път свързва селото с третокласния републикански път III-208, който на север води към град Дългопол с отклонение по третокласния републикански път III-2085 към село Руен, а на юг – към Айтос. Надморската височина в центъра на Зетьово е около 367 m, нараства на югоизток до към 410 – 420 m, а на северозапад намалява до около 340 m.
Населението на село Зетьово наброява 361 души към 1934 г., нараства до максимума си – 439 души към 1946 г. и след миграционни колебания в числеността до 1992 г., намалява до 223 към 2018 г.
При преброяването на населението към 1 февруари 2011 г., от обща численост 219 лица, за 216 лица е посочена принадлежност към „турска“ етническа група.

## История
След края на Руско-турската война 1877 – 1878 г., по Берлинския договор селото остава на територията на Източна Румелия. След Съединението от 1885 г. то се намира в България с името Маджарлар. Преименувано е на Зетьово през 1934 г.
От периодите 1944 – 1972 г. и 1976 – 1997 г. в Държавния архив – Бургас се съхраняват документи на/за Народно начално училище „Васил Левски“ – село Зетьово, Бургаско.

## Религии
Религията, изповядвана в село Зетьово, е ислям.

## Обществени институции
Село Зетьово към 2020 г. е център на кметство Зетьово.
В селото има постоянно действаща джамия;